# Ferrovia Bratislava-Marchegg
La ferrovia Bratislava-Devínska Nová Ves-Marchegg (o Linea 100, secondo la numerazione slovacca) è una linea ferroviaria internazionale che mette in collegamento la capitale slovacca Bratislava con Marchegg, in Austria, per proseguire poi verso Vienna tramite la rete ferroviaria austriaca. 

## Storia
La linea tra Vienna e Bratislava via Marchegg venne aperta il 10 agosto 1848, diventando la prima ferrovia nel territorio attuale della Slovacchia. Dopo l'apertura del tratto tra Bratislava e Vác il 16 dicembre 1850, divenne possibile viaggiare direttamente dalla capitale austriaca a Budapest.
Per predisporre la linea è stato necessario costruire diverse strutture, tra cui un ponte di 474 m sul fiume di confine Morava, un ponte di 215 m e una galleria di 703,6 m all'ingresso di Bratislava.

### Modernizzazione
Dopo la fine della guerra fredda, Austria e Slovacchia hanno cercato di ricollegare le loro due reti attraverso vari lavori di ammodernamento. La linea è stata così completamente elettrificata nel 2015, consentendo il passaggio di treni elettrici tra le capitali dei due Paesi, nell'ambito del progetto Twin City Rail. Altre modifiche sono in corso sul versante austriaco, con la ristrutturazione di nove stazioni, alcune delle quali collegate alla metropolitana di Vienna, la costruzione di un secondo binario e l'aumento della velocità a 200 km/h. Tutte queste modifiche dovrebbero ridurre il tempo di viaggio tra le due città a 40 minuti.

## Percorso
La ferrovia è interamente elettrificata ed è a doppio binario nel tratto slovacco, mentre è a binario unico in quello austriaco.
|  | Unknown route-map component "ABZg+r" |

|  | Unknown route-map component "ACC" |

|  | Enter and exit tunnel |

|  | Stop on track |

|  | Unknown route-map component "hSTRae" |

|  | Stop on track |

|  | Station on track |

|  | Unknown route-map component "ABZgr" |

|  | Unknown route-map component "TZOLLWo" |

|  | Station on track |

|  | Unknown route-map component "ABZgl" |